# 畢萬
畢萬（？—？），姬姓，毕氏，周文王庶子毕公高的后裔，春秋時期晋国的大夫。
畢萬在晉獻公之下任事。晉獻公十六年，晉國以「趙夙為御，畢萬為右」，攻滅了小國霍國、耿國、古魏國，晉獻公把魏（今山西芮城县附近）封給畢萬，並封他為大夫。
晉獻公去世後，四子爭立為國君，引發內亂。畢萬生芒季，芒季子魏犨跟随公子重耳流亡十九年，是五贤之一，返国后继承魏氏。

## 后代
毕万之孙因跟随晉公子重耳流亡有功，被封为大夫，称魏武子。前445年的三家分晋事件中，魏武子後裔魏文侯得周天子敕命，立为诸侯，建立魏国，晉國滅亡。
| 前任： — | 魏氏领袖 | 繼任： 子芒季 |